# Monte Good Hope
Il Monte Good Hope è una delle vette principali della Catena Pacifica, gruppo appartenente alla catena montuosa delle Montagne Costiere, localizzate nella regione Sud della provincia canadese della Columbia Britannica.
Il nome sembrerebbe derivare da quello del Capo di Buona Speranza (Cape of Good Hope in inglese) ma in realtà deriva dalla nave HMS Good Hope della Royal Navy.
Ha un'altezza di 3.242 metri sul livello del mare. Il nome della montagna è in onore dell'incrociatore corazzato inglese HMS Good Hope, che affondò al largo delle coste del Cile nella Battaglia di Coronel il 1º novembre 1914.
La prima scalata venne eseguita nel 1922 ad opera di R. Bishop e G. Durham.